# Elimaeini
Elimaeini – plemię owadów prostoskrzydłych z rodziny pasikonikowatych i podrodziny długoskrzydlakowych. Rodzajem typowym jest Elimaea.

## Zasięg występowania
Przedstawiciele tego plemienia występują w Azji od Półwyspu Indyjskiego po wsch. Syberię oraz w Australii. 

## Systematyka
Do Elimaeini zaliczane są 202  gatunki zgrupowane w 4 rodzajach:
- Ectadia
- Elimaea
- Hemielimaea
- Orthelimaea